# Накано, Синъя
Синъя Накано (яп. 中野 真矢 Накано Синъя, родился 10 октября 1977 года, в Тибе, Япония) — японский мотогонщик. Накано выступает в классе MotoGP чемпионата мира по шоссейно-кольцевым мотогонкам MotoGP c 2001 года на мотоциклах Yamaha, Kawasaki и Honda.
Сейчас Синъя Накано выступает за команду San Carlo Honda Gresini под номером 56.